# Embouteillage du 2 août 1975
L'embouteillage du 2 août 1975, dit le « bouchon du siècle »,, est un embouteillage routier de 450 kilomètres sur la route nationale 10 (RN 10) française lors du chassé-croisé estival de vacanciers le 2 août 1975.
Ce jour-là, 40 000 automobiles sont bloquées sur la RN 10 qui relie la région parisienne à l'Espagne et 20 000 autres sur le reste du réseau français. Les infrastructures sont notamment jugées sous-dimensionnées par rapport à l'afflux de véhicules. La journée ou le week-end d'embouteillage est meurtrier car il provoque la mort de 145 personnes en comptant les accidents et les insolations.
Il est également à l'origine de la création du centre national d'information routière (CNIR), mieux connu sous le nom de « Bison Futé », qui indique les prévisions du trafic routier,. Cela jouera aussi sur l'accélération de la construction du réseau autoroutier.